# Island (визуальный роман)
Island (яп. アイランド Айрандо, «Остров») — визуальный роман компании Front Wing. Игра вышла в Японии на персональных компьютерах в апреле 2016, а 23 февраля 2017 года посетила портативную консоль PlayStation Vita. Наоя Яо с релизом игры в Японии начал выпуск манга-адаптации в журнале Cosplay Channel. В марте 2016 года была анонсирована аниме-адаптация новеллы. Выход аниме состоялся 1 июля 2018 года.

## Сюжет
Действия происходят на отдалёном островке Урасима. В прошлом поселенцы материка вели беззаботную жизнь. Однако несколько лет назад три крупных семьи острова постиг ряд проблем, погрузивших их во взаимные подозрения, после чего поселенцы островка разорвали все связи с материком и их культура пришла в крах. Однажды на берег острова вынесло мужчину, который рассказал, что прибыл из будущего. Теперь он попробует изменить судьбу острова.

## Персонажи

### Главные герои
Сэцуна Сандзэнкай (яп. 三千界 切那 Сандзэнкай Сэцуна) — главный герой, клянётся, что пришёл из будущего и ему поручена миссия по спасению мира. Для этого он должен убить некоего террориста, но больше он не помнит о себе ничего. Несмотря на это, Сэцуна не слишком задумывается о своих проблемах и смотрит в будущее с оптимизмом.
Сэйю: Тацухиса Судзуки
Карэн Куруцу (яп. 枢都 夏蓮 Куруцу Карэн) — дочь мэра города. «Пацанка», всегда имеет при себе нож. Из-за происхождения Карэн многие островитяне видят в ней возможность получить социальный статус и богатство. Тем не менее сама Карэн мечтает покинуть остров и уехать на материк. Заинтересована в Сэцуне как в человеке, прибывшем с «большой земли».
Сэйю: Кана Асуми
Сара Гарандо (яп. 伽藍堂 紗羅 Гарандо: Сара) — единственная мико храма Урасимы, невзлюбившая Сэцуну с первого взгляда. Увлекается сверхъестественными явлениями, утверждает, что связана с пришельцем из будущего и известна среди островитян своим эксцентричным поведением. Тем не менее к чудачествам Сары все относятся с понимаем и она является идолом острова.
Сэйю: Риэ Муракава (в игре)/Хибику Ямамура (в аниме)
Риннэ Охара (яп. 御原 凛音 Охара Риннэ) — девушка, ведущая ночной образ жизни, чьё хобби — прогулки по ночам. Груба и безразлична к людям и считает себя «принцессой», но тем не менее именно она дала Сэцуне имя и приют, а также нашла работу. Слухи утверждают, что пять лет назад девушка была похищена духами и даже для островитян многие вещи, связанные с Риннэ, окутаны тайной. Также Рэнна явно что-то знает о Сэцуне. Однако сама она о своих секретах не распространяется.
Сэйю: Юкари Тамура

### Второстепенные персонажи
Куон Охара (яп. 御原 玖音 Охара Куон) — мать Риннэ, ведёт затворнический образ жизни.
Таро Харису (яп. 播守 太郎 Харису Tаро:)
Морицугу Куруцу (яп. 枢都 守継 Куруцу Морицугу)
Субару Kуруцу (яп. 枢都 守春 Куруцу Субару)
Кэндзи Морису (яп. 森須 賢治 Морису Кэндзи)
Момока Ямабуки (яп. 山吹 桃香 Ямабука Момока)
Мэи Тандори (яп. 反取 芽衣 Тандори Мэи)
Ан Хатома (яп. 鳩間 杏 Хатома Эн)
Эмири Сунада (яп. 砂田 笑里 Сунада Эмири)

## Медиа

### Манга
НяроМэрон и Front Wing опубликовали две главы веб-ёнкомы-кроссовера с мангой НяроМэрон Berlin wa Kane под названием Island x Berlin wa Kane (「ISLAND」 × 「ベルリンは鐘鐘」) с 7 по 21 апреля 2016 года. Манга-адаптация из двух глав Наои Яо была издана в журнале Cosplay Channel от Simsum Media с 21 апреля по 11 июля 2016 года.

### Игра
«Остров» — романтический визуальный роман, в котором игрок берёт на себя роль Сецуны Сандзэнкай. Большая часть игрового процесса занимает чтение повествования и диалогов персонажей. Текст в игре сопровождается спрайтами персонажей, с которыми разговаривает протагонист, поверх фона. В определённых точках истории игрок сталкивается с художественными работами CG, которые заменяют фоновые рисунки и спрайты. Сюжет игры нелинеен и зависит от решений игрока. Для каждой из трёх основных героинь предусмотрена собственная сюжетная линия. На протяжении всего игрового процесса игроку предоставляется множество «развилок», а прогрессия текста приостанавливается в этих точках до тех пор, пока не будет сделан выбор. Некоторые решения могут привести к тому, что игра закончится преждевременно, что дает альтернативный конец сюжету. Чтобы просмотреть все сюжетные линии целиком, игроку придется повторять игру несколько раз и выбирать разные варианты, чтобы продолжить сюжет в альтернативном направлении.

### Аниме
В 2016 году разработчик визуальных новелл и издатель Frontwing рассказал на Anime Expo о том, что телевизионной аниме-адаптации их совместного с Prototype визуального романа ISLAND дан зелёный свет. Премьера состоялась 1 июля 2018 года. Режиссёром стал Кэйитиро Кавагути, сценаристом стал Аракава Нарухиса, а музыкальное сопровождение написал Акиюки Татэяма. Производством занималась студия Feel. Хотя Риэ Муракава изначально снова была указана сэйю Сары, персонаж был переделан после споров по сценарию между агентством Муракавы Haikyo и производственным комитетом, а также персоналом, работающим над сериалом. Запрошенные агентством изменения потребовали бы внесения изменений в уже завершенные сцены, и, по словам производственного комитета, повлияли бы на характер некоторых персонажей, а также на качество анимации и аниме в целом. В связи с этим Haikyo отправил комитету список сэйю, которые могли заменить Муракаву, и в итоге была выбрана Хибику Ямамура.
Открывающая тема:
«Eien no Hitotsu» — исполняет Юкари Тамура.
Закрывающая тема:
«Eternal Star» — исполняет Асака.